# Abacetus tetraspilus
Abacetus tetraspilus là một loài bọ chân chạy thuộc phân họ Pterostichinae. Loài này được Andrewes mô tả lần đầu năm 1929.